# لا کار-یینگ
لا کار-یینگ (چینی سنتی: 羅家英; پین‌یین: Luó Jiāyīng؛۲۲ سپتامبر ۱۹۴۶) یک خواننده اپرا و بازیگر اهل چین است.
از فیلم‌ها یا مجموعه‌های تلویزیونی که وی در آن‌ها نقش داشته است، می‌توان از خدای آشپزی و ققنوس وارد می‌شود و جادوگر و مار سفید نام برد.

## فیلم‌شناسی لا کار-یینگ
سینما
| سال  | نام فیلم          | نقش           | نکته |
| ---- | ----------------- | ------------- | ---- |
| ۱۹۹۳ | داستان جنایت      | وانگ یی فی    |      |
| ۱۹۹۵ | جشن چینی          | او جائو فنگ   |      |
| ۱۹۹۶ | دکتر وای          | سردبیر        |      |
| ۱۹۹۶ | خدای آشپزی        |               |      |
| ۱۹۹۷ | آشپزخانه          | لی ین هوا     |      |
| ۱۹۹۹ | مبارز همه‌فن‌حریف   |               |      |
| ۲۰۰۴ | ققنوس وارد می‌شود  | پان با        |      |
| ۲۰۰۴ | آشپزخانه جادویی   | کامئو         |      |
| ۲۰۰۵ | خانه خشم          | راننده تاکسی  |      |
| ۲۰۱۰ | چهارده شمشیر      | جیا جینگ جونگ |      |
| ۲۰۱۱ | جادوگر و مار سفید | گیاه‌شناس      |      |
| ۲۰۱۲ | قاتلان            |               |      |
| ۲۰۲۱ | سلسله جنگجویان    | لو بو شه      |      |